# Samyang
Samyang Optics je korejská firma zabývající se výrobou optiky pro fotografické přístroje. 

## Historie
Vznikla v roce 1972 pod názvem "Korea WAKO Co., Ltd", v roce 1979 byl název změněn na "Samyang Optical Co., Ltd" a od roku 1999 se stala obchodní společností.
Těžištěm výroby jsou manuální objektivy tzv. "third party" vyráběné pro bajonety světových výrobců fotoaparátů Canon, Nikon, Pentax, Sony ad.
V roce 2019 uvedla na trh nejširokoúhlejší objektiv s rektilineárním (nezkreslujícím) zobrazením na světě s ohniskem 10 mm pro fotoaparáty s plnoformátovým políčkem o rozměru 24x36 mm.